# Nos
Nos – wyniosłość w obrębie twarzy stanowiąca drogę przepływu powietrza w procesie oddychania. Powietrze przechodzące przez nos zostaje ocieplone i nawilżone. Dociera później do okolicy węchowej znajdującej się w jego górnej części. Substancje chemiczne zawarte w powietrzu są rozpuszczane w śluzie i pobudzają wtedy liczne receptory znajdujące się w okolicy węchowej. Następnie impuls wędruje przez nerw węchowy do mózgowia, gdzie jest odbierany. Nozdrza przednie, przez które przedostaje się powietrze, są oddzieloną przegrodą nozdrzy, później przechodząca w przegrodę nosową, która rozdziela na dwie części jamę nosową. Kończy się ona nozdrzami tylnymi prowadzącymi do gardła. Nos zewnętrzny zbudowany jest z tkanki kostnej i chrzęstnej, dzieli się na grzbiet, nasadę oraz wierzchołek nosa. Wierzchołek nosa może być pokryty niemal niezmienioną skórą, na przykład u koni. U niektórych ssaków, w tym mięsożernych i części przeżuwaczy, nozdrza przednie wraz z górną wargą tworzą płytkę nosową (lusterko nosowe). U świni występuje płytka ryjowa, natomiast u bydła płytka nosowo-wargowa (śluzawica; grafika nr 4 po prawej).
Obecne w nosie włosy wyłapują drobinki zanieczyszczeń, nie pozwalając im dostać się do płuc.
U większości ssaków nos pełni również funkcje głównego narządu węchu. Część wyposażona jest w narząd Jacobsona pełniący funkcję narządu tropienia lub narządu węchu ustnego.
W typologii antropologicznej ze względu na swą znaczną zmienność w proporcjach pomiary nosa odgrywają duże znaczenie. Określa się wskaźniki długościowo-szerokościowe, kształt profilu, wydatność oraz położenie otworów nosowych. Jego zróżnicowanie ma być jedną z cech adaptatywnych.